# TLC: Tables, Ladders & Chairs (2013)
WWE TLC: Tables, Ladders & Chairs (2013) — пятое в истории шоу TLC, PPV-шоу, производства американского рестлинг-промоушна WWE. Шоу прошло 15 декабря 2013 года в «Тойота-центре» в Хьюстоне, Техас, США.

## Создание
Tables, Ladders & Chairs является pay-per-view-шоу промоушена WWE, в котором рестлеры участвуют в различных фьюдах и сюжетных линиях. Рестлеры олицетворяют собою злодеев или героев на ринге. Фьюды проходят таким путём, что сначала, на рядовых эпизодах, обстановка накаляется, а уже на самих праздниках рестлинга тот или иной фьюд как правило подходит к своему логическому завершению.
Основой этого PPV станут матчи со столами, лестницами и стульями. В матче со столами, рестлеру нужно проломить своим соперником стол; в матче с лестницами, рестлеру нужно подняться по лестнице и снять чемпионский пояс или какой-то контракт. Обычно, матч за чемпионство WWE ставится в матч сразу со столами, лестницами и стульями, где рестлеру нужно подняться по лестнице и забрать пояс или же удержать своего соперника.
Билеты на это шоу поступили в продажу в конце сентября 2013 года.
21 ноября 2013 года на официальном сайте WWE был представлен постер на это шоу. На нём изображен с левой стороны букет цветов, а с правого — букет из столов, лестниц и стульев (смотрите справа).
На RAW от 9 декабря было анонсировано, что на PPV в панеле дискуссий будут находиться Миз и два Члена Зала Славы WWE — Букер Ти и Мик Фоли.

## Предыстория
На PPV Hell in a Cell Джон Сина победил чемпиона мира в тяжёлом весе Альберто Дель Рио и стал новым чемпионом, а Рэнди Ортон победил Дэниела Брайана в матче «Ад в клетке» со специальным рефери Шоном Майклзом и также стал новым чемпионом. Почти через месяц на Survivor Series Сина снова победил Дель Рио в матче-реванше, а Ортон отстоял свой титул от Биг Шоу. После этого матча вышел Джон Сина и условно кинул Рэнди вызов на бой за их титулы, но Ортон так и ничего не сказал. На следующем RAW Джон предложил Ортону бой за объединение титулов прямо сейчас. Стефани Макмэн и Triple H были против этого и Стефани объявила, что матч между Синой и Ортоном за объединение титулов состоится, но не сегодня, а на PPV TLC: Tables, Ladders & Chairs и будет он со столами, лестницами и стульями. Победитель становится неоспоримым чемпионом WWE. Этого-же вечера Джон Сина, вместе с Биг Шоу бились против Рэнди Ортона и Альберто Дель Рио. Фейсы смогли победить, а после матча Сина провёл Дель Рио «Коррекцию поведения», а Ортон сразу же провёл Сине «RKO», после чего взял титул чемпиона WWE и чемпиона мира в тяжёлом весе, стал около Джона и поднял их себе над головой. На следующем RAW был проведен опрос: «Как будет именоваться Мировое чемпионство после  TLC?». Большая часть зрителей проголосовала за «Объединённый чемпион WWE». После этого состоялось подписание контракта этого боя. Обе стороны подписали контракт и после этого началась драка между чемпионами, победителем из которой вышел Джон Сина.
В ноябре «Лучший и Борода» (СМ Панк и Дэниел Брайан) начали вражду с группировками «Щит» (Дин Эмброус, Роман Рейнс и Сет Роллинс) и «Семья Уайеттов» (Брэй Уайетт, Люк Харпер и Эрик Роуэн). Фейсы несколько раз побеждали их в массовых командных матчах, вместе с командными чемпионами WWE побеждали Щит у Семейку, а также по разу Харпера в одиночных матчах. На PPV Survivor Series Панк и Брайан смогли победить членов Уайеттов — Люка Харпера и Эрика Роуэна. На следующем выпуске RAW Щит напали на СМ Панка, после его матча, вместе с Брайаном против Семьи Уайеттов и провели ему Тройную Пауэрбомбу на ринге, а «Страшная Семейка» похитила Брайана — Эрик Роуэн унес его за кулисы на плечах. Через неделю на RAW СМ Панк раскритиковал COO WWE — Игрока. Стефани Макмэн и «Директору по операциях» Кейну это не понравилось, вследствие чего последний назначен Гандикап матч 3 на 1 на TLC: Tables, Ladders & Chairs между Щитом и СМ Панком. Также на этом RAW Брайан победил Эрика Роуэна, после чего был назначен ещё один Гандикап матч на TLC между Дэниелом Брайаном против Семьи Уайеттов. Этого же вечера было анонсировано, что на следующем SmackDown СМ Панк сразится с одним из участников Щита. На следующем выпуске SmackDown состолся матч между Панком и Дином Эмброус, победу в котором одержал «Лучший в Мире». Того же вечера Брайан бился в главном событьи шоу против Рэнди Ортона. Во время матча на рампу вышли Роуэн и Харпер, на что Дэниел отвлёкся и получил RKO от Ортона, после чего был удержан. После этого на титантроне появился Брэй Уайетт и предложил Брайану присоединиться к ним, иначе они сделают ему плохо.
18 ноября на RAW Биг И Лэнгстон победил интерконтинентального чемпиона WWE Кёртиса Акселя и стал новым чемпионом. На Survivor Series состоялся матч-реванш между ними за тот же титул, победителем из которого снова вышел Биг И. 2 декабря на RAW состоялся матч между Дэмиеном Сэндоу и Дольфом Зигглером за претендентство на титул интерконтинентального чемпиона WWE. Победу одержал Сэндоу и таким образом на TLC: Tables, Ladders & Chairs состоится матч между Биг И Лэнгстоном и Дэмином Сэндоу за звание интерконтинентального чемпиона WWE. На следующем SmackDown Лэнгстон победил Фанданго, а Сэндоу сидел в комментаторском кресле и комментировал этот матч. Во время послематчевого празднования Биг И, на ринг вышел сам Сэндоу и сказал Лэнгстону что-то о двух неделях, после чего ушёл.
На Survivor Series состоялся командный матч див 7×7 на выбывание. Последними остались чемпионка див Эй Джей и Наталья. Последняя замкнула чемпионку в «Снайпер» и той пришлось сдаться. На следующем RAW состоялся матч-реванш всех этих див по тем же правилам. Победили снова «Тотальные Дивы», а за время матча Эй Джей уничтожила Наталью. Через неделю на RAW Наталья, вместе с Близняшки Белла (Бри и Никки Белла) победили Эй Джей, её помощницу Тамину и Саммер Рэй. После этого было анонсировано, что на ближайшем PPV TLC: Tables, Ladders & Chairs Эй Джей будет защищать свой титул от Натальи. На следующем SmackDown Наталья победила Тамину Снуку.
На Survivor Series Настоящие Американцы (Джек Сваггер и Антонио Сезаро) и Щит победили Командных чемпионов WWE Братьев Роудсов (Коди Роудс и Голдаст), Братьев Усо (Джимми и Джей) и Рея Мистерио в командном матче 5×5 на выбывание. На следующем выпуске RAW Роудсы и Мистерио проиграли Щиту после «Headlock Driver’а» от Дина Эмброуса. На выпуске шоу Main Event Голдаст победил Райбека по дисквалификации, после вмешательства в матч со стороны командного партнёра «Большого парня» Кёртиса Акселя. После этого Коди провёл Райбеку «Красивую катастрофу». 9 декабря на RAW Slammy Awards Братья Роудсы, Биг Шоу и Рей Мистерио победили Райбека, Кёртиса Акселя и Настоящих Американцев после «619» от Мистерио на Акселе. 10 декабря на записях SmackDown за 13 декабря Биг Шоу победил Райбека. Этого же вечера Настоящие Американцы победили Коди Роудса и Голдаста в матче без титулов на кону, вследствие чего был назначен четырёхсторонний командный матч за Командные чемпионства на TLC: Tables, Ladders & Chairs между чемпионами Братьями Роудсами против Настоящих Американцев против Райбека и Кёртиса Акселя против Рея Мистерио и Биг Шоу.
9 декабря на RAW был назначен матч на TLC: Tables, Ladders & Chairs Kickoff, в котором Дольф Зигглер будет противостоять Фанданго.

## Шоу
| Роль             | Имя                          |
| ---------------- | ---------------------------- |
| Комментаторы     | Джон Лэйфилд                 |
| Комментаторы     | Майкл Коул                   |
| Комментаторы     | Джерри Лоулер                |
| Комментаторы     | Карлос Кабрера (испанский)   |
| Комментаторы     | Марсело Родригес (испанский) |
| Комментаторы     | Рикардо Родригес (испанский) |
| Интервьюеры      | Рене Янг                     |
| Ринг-анонсеры    | Джастин Робертс              |
| Ринг-анонсеры    | Лилиан Гарсия                |
| Рефери           | Райан Трэн                   |
| Рефери           | Джон Коун                    |
| Рефери           | Майк Киода                   |
| Рефери           | Чад Паттон                   |
| Рефери           | Чарльз Робинсон              |
| Рефери           | Джастин Кинг                 |
| Рефери           | Род Сапата                   |
| Рефери           | Дэн Энглер                   |
| Рефери           | Скотт Армстронг              |
| Панель дискуссий | Миз (пре-шоу)                |
| Панель дискуссий | Мик Фоли                     |
| Панель дискуссий | Букер Ти                     |
| Панель дискуссий | Джош Мэттьюс                 |

### Пре-шоу
На Кикофф, как говорилось ранее, состоялся матч между Дольфом Зигглером и Фанданго, побед в котором одержал танцор. В панеле дискуссий находились Джош Меттьюс, Миз, Букер Ти и Мик Фоли. Перед матчем на Миза напал Кофи Кингстон, вследствие чего был назначен их матч на основное шоу по правилам без дисквалификации.

### Основное шоу
Открыли PPV Triple-H и Стефани Макмэн, которые поприветствовали зрителей и немного рассказали о текущем шоу.
Первым матчем в основной части шоу стал неравный поединок 3 на 1 между Щитом и СМ Панком. Начали матч Дин Эмброус и, конечно, СМ Панк. Последний доминировал над членом Щита, после чего он передал эстафету Сету Роллинсу и силы стали равны. В конце матча Роман Рейнс попытался сделать Гарпун Панку, но тот увернулся и Рейнс «загарпунил» Эмброуса, после чего тот был удержан.
Далее состоялся женский матч за титул Чемпионки Див, участие в котором брали Наталья и чемпионка Эй Джей. Во время матча «Нэтти» смогла замкнуть чемпионку в «Снайпер», но та смогла вырваться. В конце матча она снова хотела замкнуть Эй Джей в тот же захват, но «Чёрная Вдова» скрутила претендентку в удержание до трёх.
После этого Биг И Лэнгстон успешно защитил свой титул интерконтинентального чемпиона от Дэмиена Сэндоу после Биг Эндинга.
Далее Братья Роудсы защищали свои титулы в четырёхстороннем командном матче на выбывание от Райбека и Кёртиса Акселя, Настоящих Американцев и Биг Шоу и Рея Мистерио. Первым выбыла команда Райбека и Акселя после сворачивания Голдаста на Райбеке, второй — команда Американцев после КО Панча от Биг Шоу на Антонио Сезаро и третьей — команда Рея Мистерио и Биг Шоу после Кросс Роудс от Коди Роудса на Мистерио. После матча все фейсы помогли подняться Рею на ноги и поблагодарили его за хороший матч.
Пятым стал матч между R-Truth и Бродусом Клэйем, победу в котором одержал последний. Во время матча между Клэйем и его командным партнёром Тенсаем состоялся конфликт, после чего японец покинул арену, а вместе с ним и Фанкадактельши (Наоми и Кэмерон).
Далее состоялся матч без дисквалификаций между Кофи Кингстоном и Мизом, который был назначен на Кикофф шоу. Победу в этом матче одержал Кингстон.
После этого состоялся второй Гандикап матч на шоу между Дэниелом Брайаном и Семьей Уайеттов. За весь матч Брайан несколько раз попытался схитрить, но у него ничего не получалось и Брэй Уайетт провёл ему Сестру Эбигейл, после чего успешно удержал его.
Главным событием TLC был матч со столами, лестницами и стульями за объединение двух главных чемпионств компании между чемпионом WWE Рэнди Ортоном и чемпионом мира в тяжёлом весе Джоном Синой. Во время матча рестлеры часто использовали столы, лестницы и стулья. В конце матча Ортон проломил Синой стол, приковал Джона Сину наручниками к колонке, после чего с помощью лестницы легко снял два титула. После матча на ринг вышли Triple-H, Стефани Макмэн и Мистер Макмэхон чтобы поздравить нового «Чемпиона мира WWE в тяжёлом весе» (так теперь называется объединённое чемпионство).

## Матчи
| №                                | Матч | Тип Матча | Время |
| -------------------------------- | --- | --- | ----- |
| Kickoff                          | Фанданго (с Саммер Рэй) победил Дольфа Зигглера | Одиночный матч | 04:21 |
| 1                                | СМ Панк победил Щит (Дин Эмброус, Роман Рейнс и Сет Роллинс) | Гандикап матч 3 на 1 | 13:42 |
| 2                                | Эй Джей Ли (с) (с Таминой) победила Наталью | Одиночный матч за титул чемпионки див | 06:35 |
| 3                                | Биг И Лэнгстон (с) победил Дэмиена Сэндоу | Одиночный матч за титул интерконтинентального чемпиона WWE | 06:28 |
| 4                                | Братство (Коди Роудс и Голдаст) (с) победили Настоящих Американцев (Джек Сваггер и Антонио Сезаро) (с Зебом Колтером), Райбаксель (Райбек и Кёртис Аксель), Биг Шоу и Рея Мистерио | Командный матч «Фатальная четвёрка» на выбывание за титулы Командных чемпионов WWE                                                                                              | 21:05 |
| 5                                | R-Truth (с Ксавьером Вудсом) победил Бродуса Клея (с Тенсаем, Наоми и Кэмерон) | Одиночный матч | 06:02 |
| 6                                | Кофи Кингстон победил Миза | Матч без дисквалификаций | 08:02 |
| 7                                | Семья Уайетта (Брэй Уайетт, Люк Харпер и Эрик Роуэн) победила Дэниела Брайана | Гандикап матч 3 на 1 | 12:24 |
| 8                                | Чемпион WWE Рэнди Ортон победил Чемпиона мира в тяжёлом весе Джона Сину | Матч «Чемпион против Чемпиона» со столами, лестницами и стульями за титулы чемпиона WWE и чемпиона мира в тяжёлом весе. Победитель становится Чемпионом мира WWE в тяжёлом весе | 24:36 |
| (c) – чемпион на момент поединка | | |       |

### Фатальный четырёхсторонний командный матч на выбывание
| # вылета    | Рестлер              | Команда                | Выбит                | Приём                      | Время                |
| ----------- | -------------------- | ---------------------- | -------------------- | -------------------------- | -------------------- |
| 1           | Райбек               | Райбек и Кёртис Аксель | Голдастом            | Удержан после сворачивания | 06:08                |
| 2           | Антонио Сезаро       | Настоящие Американцы   | Биг Шоу              | Удержан после КО Панча     | 14:39                |
| 3           | Рей Мистерио         | Биг Шоу и Рей Мистерио | Коди Роудсом         | Удержан после Кросс Роудс  | 21:05                |
| Победители: | Коди Роудс и Голдаст | Коди Роудс и Голдаст   | Коди Роудс и Голдаст | Коди Роудс и Голдаст       | Коди Роудс и Голдаст |

## После шоу
На следующем RAW прошла коронация нового чемпиона мира WWE в тяжёлом весе Рэнди Ортона. Этот праздник прервал Дэниел Брайан, после чего был назначен матч на главное событье этого шоу между Брайаном и Ортоном победу в этом матче одержал Дэниел по дисквалификации, поскольку Рэнди ударил его в пах. После этого на ринг выбежал Джон Сина и выкинул с ринга «Чемпиона чемпионов», но пока он смотрел на состояние Брайана, Ортон вышел на ринг и провёл Сине RKO.
На этом же шоу состоялся матч-реванш с TLC Kickoff между Дольфом Зигглером и Фанданго, победу в котором снова одержал последний. Биг Шоу и Рей Мистерио победили Братьев Роудсов в нетитульном матче. А СМ Панк, вместе с Братьями Усо проиграли Щиту.